# コナヴレ
コナヴレ（クロアチア語: Konavle,イタリア語: Canali,Valle dei Canali）はクロアチア、ドゥブロヴニク＝ネレトヴァ郡の町及び基礎自治体で、ドゥブロヴニクの南側に位置する。行政の中心はグルダ（Gruda）で2001年の国勢調査による人口は8,250人である。コナヴレ基礎自治体は32の町村に分かれており、人口の96.5%はクロアチア人が占める。クロアチア紛争時には損害を受けたが、クロアチア国内での富裕地域の地位は維持している。

## 地勢
コナヴレはアドリア海とスニェジュニツァ山（Sniježnica）の間の狭い地帯に位置し、アドリア沿岸の町ツァヴタット（Cavtat）からモンテネグロとの国境であるプレヴラカ（Prevlaka）にかけて広がっている。最南部の村であるモルナント（Molunat）は沿岸部に位置し他の30の村は内陸部に位置する。スニェジュニツァ山は標高1,234mでドゥブロヴニク＝ネレトヴァ郡の最高地点で、クーナ村（Kuna）は標高700mでコナヴレ基礎自治体内では一番標高が高い村である。基礎自治体内最大の町はツァヴタットで、ドゥブロヴニク空港はチリピ村（Čilipi）近くにある。

## ゆかりの人物
- テレザ・ケソヴィヤ - 歌手